# Concejo Comunero de Barcelona
Concejo Comunero de Barcelona fue una asociación cultural y recreativa española de Barcelona. Creada por castellanos residentes en Cataluña en la década de 1980. Sus fundadores procedían de Burgos, de Valladolid, de La Rioja, etc.
Promovió numerosos actos políticos, culturales, sociales y reivindicativos del castellanismo en Cataluña, y en diciembre de 1988 algunos de sus integrantes participaron como miembros fundadores de Tierra Comunera, en su primer Congreso Nacional celebrado en el Hotel Alfonso VIII de la ciudad de Soria. 
Ha mantenido viva la llama de TC en las comunidades castellanas de Cataluña, y muy especialmente en la provincia de Barcelona. 